# 裴怀古
裴怀古（638年—712年12月5日），字德度，寿州寿春（今安徽省寿县）人，祖籍河东郡闻喜县（今山西省运城市闻喜县），裴怀古在武则天时期任桂州都督、唐睿宗时任汝州刺史、并州大都督府长史、幽州都督、安东都护，治政有方，被称为良吏。

## 家族
- 六代祖：裴仲穆为南燕西河王文学，刘裕灭燕国后，任司徒府长史，寓居寿州寿春县（今安徽寿县寿春镇）。
- 曾祖：裴崱，南朝梁南平、河东二郡太守、闻喜县开国公。
- 祖父：裴诊，隋朝朝请大夫、同安郡丞。
- 父亲：裴慈仁，隋朝衣冠子、颍川、长葛二县户曹，唐朝均州武当县令，赠绛、梁二州长史。
- 子：裴有常，官太子通事舍人。

## 生平
仪凤二年（677年），朝廷选举贤良，裴怀古上书言政，被唐高宗权授为同州下邽县主簿，不久迁授济州录事参军。以丁忧去职。三年后调选授雍州栎阳县尉，任满转任洛州来庭县主簿，升监察御史、殿中侍御史、内供奉。当时姚州、巂州的蛮人首领反叛，诏怀古前往招抚。裴怀古赏罚分明，叛军纷纷归降，最终俘虏了叛军首领，安置群蛮三万户，蛮人感恩，为他立碑颂德。
恒州鹿泉寺僧净满被其弟子诬告在高楼中用弓箭射一副女人画像，说他在诅咒武则天，大逆不道。武则天派裴怀古前往捉拿诛杀，裴怀古详细询问内情后，将僧净满释放，并上表解释。武则天大怒，经过裴怀古劝谏，才消除怒气。
圣历元年（697年），突厥默啜可汗请求和亲。武则天派右豹韬卫大将军阎知微为主要使者，裴怀古监军，陪同淮阳郡王武延秀前往突厥，迎娶默啜之女为妃。默啜借口以武延秀非唐室诸王，将他囚禁，胁迫立阎知微为南面可汗，又想封裴怀古为伪官，裴怀古不接受，默啜要杀他，裴怀古抗争道：“宁守忠以就死，不毁节以求生，请斩首吧，我不会避开！”。于是被囚禁在军中。突厥军入侵妫、檀等州时，趁机逃回长安，授朝请大夫、拜祠部员外郎。姚州、巂州的酋长们上京觐见武则天，称赞裴怀古的德政，请求让他担任州牧，于是授予他姚州都督，但因病未能就职，转任尚书主爵郎中。时始安县贼寇欧阳倩聚众数万，剽陷州县。宰相朱敬则推荐裴怀古前往平叛，被任命为检校桂、田等三十二州诸军事、桂州都督，持节招慰讨击。到桂林后，发布告示招降，示以祸福，叛军前往归降，申诉被官吏逼破才不得已起兵造反。裴怀古相信了他们，于是只带少数亲信就到他们营寨慰谕。群贼喜悦，归公其所抢掠的财货，岭南诸洞酋长也纷纷出来拥护唐军。此后裴怀古历任潭州都督、相州刺史，征拜为右羽林将军，封闻喜县开国公。
景云元年（710年），裴怀古任汝州刺史，不久转任并州大都督长史，进封河东郡开国公，所至之处深受官民爱戴。朝廷召回他任右羽林军大将军，不久复以本官兼任并州长史。官民听闻裴怀古回来，老幼相携，至郊野欢迎。时崔宣道代怀古为并州长史，也到野外迎接他，裴怀古不想让崔宣道感到难堪，就派人驱逐出迎之人，可是来的人就更多了，可见他受百姓爱戴之深。不久转任使持节都督幽州诸军事、幽州刺史、安东都护、持节镇守经略大使。
延和元年（712年），裴怀古回京任左威卫大将军、左羽林军上下。八月，唐玄宗即位，改元先天，十一月三日（712年12月5日），裴怀古在长安布政里私第去世，虚岁七十五，朝廷赠予使持节、都督兖州诸军事、兖州刺史。先天二年三月二十二日（713年4月21日）葬于洛州河阳县岭山之北原。

## 延伸阅读
[在维基数据编辑]
 《舊唐書·卷185下》，出自刘昫《舊唐書》